# 曹亚
曹亚（1951年2月—），江苏江阴人，汉族，中华人民共和国政治人物，中国国民党革命委员会中央常委、湖南省委副主委，第十一届全国政协委员。

## 生平
2008年，当选第十一届全国政协常务委员，代表中国国民党革命委员会，分入第三组。